# Берналда Скало (Матера)
Берналда Скало (итал. Bernalda Scalo) је насеље у Италији у округу Матера, региону Базиликата.
Према процени из 2011. у насељу је живело 50 становника. Насеље се налази на надморској висини од 31 м.